# Palaiseul
Palaiseul – miejscowość i gmina we Francji, w regionie Grand Est, w departamencie Górna Marna.
Według danych na rok 2010 gminę zamieszkiwało 60 osób, a gęstość zaludnienia wynosiła 12 osób/km².